# Centro turistico culturale di San Basilio
Il Centro turistico culturale di San Basilio insieme all'adiacente area archeologica si trova dell'omonima località del comune di Ariano nel Polesine, in provincia di Rovigo.
Il borgo di San Basilio deve la sua denominazione alla chiesetta romanica in loco, le cui antiche origini si datano al IX secolo. L'area vanta una storia millenaria, dalle prime tracce etrusche alle più recenti testimonianze della civiltà romana e paleocristiana, fino al medioevo. L'edificio, aperto al pubblico dal 1995, conserva parte dei reperti rinvenuti nei siti archeologici indagati negli anni ‘70 e ‘80 del secolo scorso in diverse campagne di scavo. Fa parte della rete del Sistema Museale Provinciale Polesine e dal 2019, nell'ambito del progetto “Da Ariano nel Polesine agli Euganei, fra Etruschi e Veneti”, sostenuto dalla Soprintendenza di Verona, Rovigo e Vicenza con l'Ente Parco e il Comune di Ariano, sono ripresi gli scavi archeologici in collaborazione con l' Università Ca' Foscari Venezia e l'Università degli Studi di Padova, finanziati dalla Fondazione Cariparo e dal progetto Interreg Italia-Croazia Value.

## Storia

### Insediamento etrusco
In seguito ad alcuni rinvenimenti superficiali in località San Basilio nel 1977 si sono avviate delle ricerche che hanno svelato l'esistenza di un insediamento veneto ed etrusco attivo dal VI a.C. caratterizzato da un'intensa attività portuale. Successivi sondaggi avviati a fine anni Ottanta nell'area agricola del podere Forzello dalla Soprintendenza archeologica insieme all'Università di Bologna hanno individuato due fasi abitative con strutture in legno e argilla indurita dal fuoco, in uso dagli inizi del VI sec. alla fine del V secolo a.C.. L'area portuale si aprì a traffici su larga scala in particolare con Etruschi e Greci, documentati dalla presenza di ceramiche etrusco – padane e reperti in bucchero provenienti dagli strati più profondi, databili alla metà del VI sec. a.C. insieme a ceramica attica, ionica e corinzia. Una parte delle testimonianze rinvenute è conservata al Museo archeologico nazionale di Adria, tra cui il più antico frammento ceramico etrusco finora scoperto in Polesine.

### Mansio Hadriani
Gli scavi hanno rivelato un antico complesso adibito a stazione di posta lungo il cordone litoraneo della via Popilia che collegava Rimini alla costa adriatica settentrionale. Il villaggio da identificare con la mansio Hadriani citata nella Tabula Peutingeriana è collegabile all'antico municipium di Adria. Il complesso è stato in parte indagato, portando alla scoperta di una villa rustica romana con diverse fasi di costruzione, in continuità d'uso dal I sec. a.C. al VI sec. d.C.. Nelle vicinanze è stata resa visitabile un'area archeologica che documenta la presenza di una necropoli paleocristiana con più di venti tombe alla cappuccina, un battistero e parte di un'ampia basilica (architettura cristiana) databile al IV secolo d.C., che si colloca ad ovest di un ampio magazzino utilizzato tra il I e il II sec. d.C..

## Collezione
L'istituzione del Centro va inserita in un progetto di promozione turistica del Delta del Po, avviato nel 1992 mediante la collaborazione tra la Pro Loco di Ariano nel Polesine e l'Amministrazione Provinciale di Rovigo. La sede del Centro ospita una collezione archeologica permanente ed un'area dedicata ad esposizioni temporanee, proiezioni, conferenze e congressi. L'edificio presenta una pianta quadrangolare che si sviluppa su un unico piano, con un cavedio centrale ad impluvium, con copertura in vetro, destinato a raccogliere reperti lapidei di età romana, oltre a materiali da costruzione e fittili provenienti dalla villa romana. L'esposizione permanente si articola in tre sezioni.

### Sezione geomorfologica
La prima ala introduce il visitatore nel millenario contesto territoriale dei reperti archeologici. L'allestimento si concentra sulla morfologia dell'area polesana e della sua evoluzione dall'età del bronzo fino al IX-X sec. d.C. I pannelli illustrativi, narrano i mutamenti della pianura conseguenti all'andamento dei corsi fluviali. Il Centro ha dedicato al territorio anche un'esposizione fotografica sulle dune fossili e sull'evoluzione geomorfologica del Delta del Po, oltre ad un pannello sulla celebre Quercia di San Basilio e il suo poetico legame con Dante Alighieri.

### Sezione archeologica
I materiali rinvenuti dagli scavi sono conservati in vetrine, di cui la prima è dedicata a reperti in bucchero etrusco, a ceramica etrusco - padana, ceramica corinzia e attica a figure nere, oltre alla comune ceramica da fuoco. Le vetrine successive conservano vari materiali provenienti dalla villa rustica, frammenti di mosaico pavimentale e di zoccolatura modanata in marmo, lucerne di tipo africano, a volute e Firmalampen. In occasione del progetto di valorizzazione e della ripresa degli scavi del 2019 il Centro ospita la mostra fotografico – documentaria “Meandri di Storia – Etruschi, Greci, Veneti nel Delta del Po”, un'esposizione temporanea che illustra la storia delle ricerche archeologiche in area deltizia, con particolare attenzione per le scoperte inerenti al VI e al V secolo a.C.